# Лейсівілл (Пенсільванія)
Лейсівілл (англ. Laceyville) — місто (англ. borough) в США, в окрузі Вайомінг штату Пенсільванія. Населення — 361 особа (2020).

## Географія
Лейсівілл розташований за координатами 41°38′45″ пн. ш. 76°9′32″ зх. д. / 41.64583° пн. ш. 76.15889° зх. д. (41.645811, -76.158970).  За даними Бюро перепису населення США в 2010 році місто мало площу 0,50 км², уся площа — суходіл.

## Демографія
Згідно з переписом 2010 року, у селищі мешкало 379 осіб у 160 домогосподарствах у складі 102 родин. Густота населення становила 757 осіб/км².  Було 185 помешкань (370/км²).
Расовий склад населення:
| - 94,5 % — білих - 0,5 % — чорних або афроамериканців - 4,7 % — осіб інших рас |

До двох чи більше рас належало 0,3 %. Частка іспаномовних становила 7,9 % від усіх жителів.
За віковим діапазоном населення розподілялося таким чином: 23,7 % — особи молодші 18 років, 61,8 % — особи у віці 18—64 років, 14,5 % — особи у віці 65 років та старші. Медіана віку мешканця становила 39,4 року. На 100 осіб жіночої статі у селищі припадало 88,6 чоловіків;  на 100 жінок у віці від 18 років та старших — 88,9 чоловіків також старших 18 років.
Середній дохід на одне домашнє господарство  становив 58 526 доларів США (медіана — 43 250), а середній дохід на одну сім'ю — 59 094 долари (медіана — 49 821). Медіана доходів становила 45 208 доларів для чоловіків та 38 125 доларів для жінок. За межею бідності перебувало 19,5 % осіб, у тому числі 42,9 % дітей у віці до 18 років та 10,1 % осіб у віці 65 років та старших.
Цивільне працевлаштоване населення становило 215 осіб. Основні галузі зайнятості: виробництво — 17,7 %, освіта, охорона здоров'я та соціальна допомога — 16,3 %, роздрібна торгівля — 15,3 %.